# Cine de Corea del Norte

Imagen ilustrativa de una claqueta con la bandera de Corea del Norte.

El cine de Corea del Norte comenzó a partir de la división de Corea (1945) y la posterior fundación de Corea del Norte como estado (1948). Desde entonces ha sido sostenido por la dinastía Kim gobernante ya que Kim Il-sung y su sucesor Kim Jong-il eran cinéfilos y buscaban producir películas de propaganda basadas en la ideología juche. Por ello toda la producción cinematográfica es supervisada por el Partido de los Trabajadores de Corea. No obstante ha producido películas no propagandísticas, especialmente cine dirigido al público infantil, con fines de exportación internacional. Kim Jong-un, actual líder del país, también ha manifestado su interés por el séptimo arte y la cinematografía ha mostrado una progresiva apertura hacia nuevas temáticas.

## Características

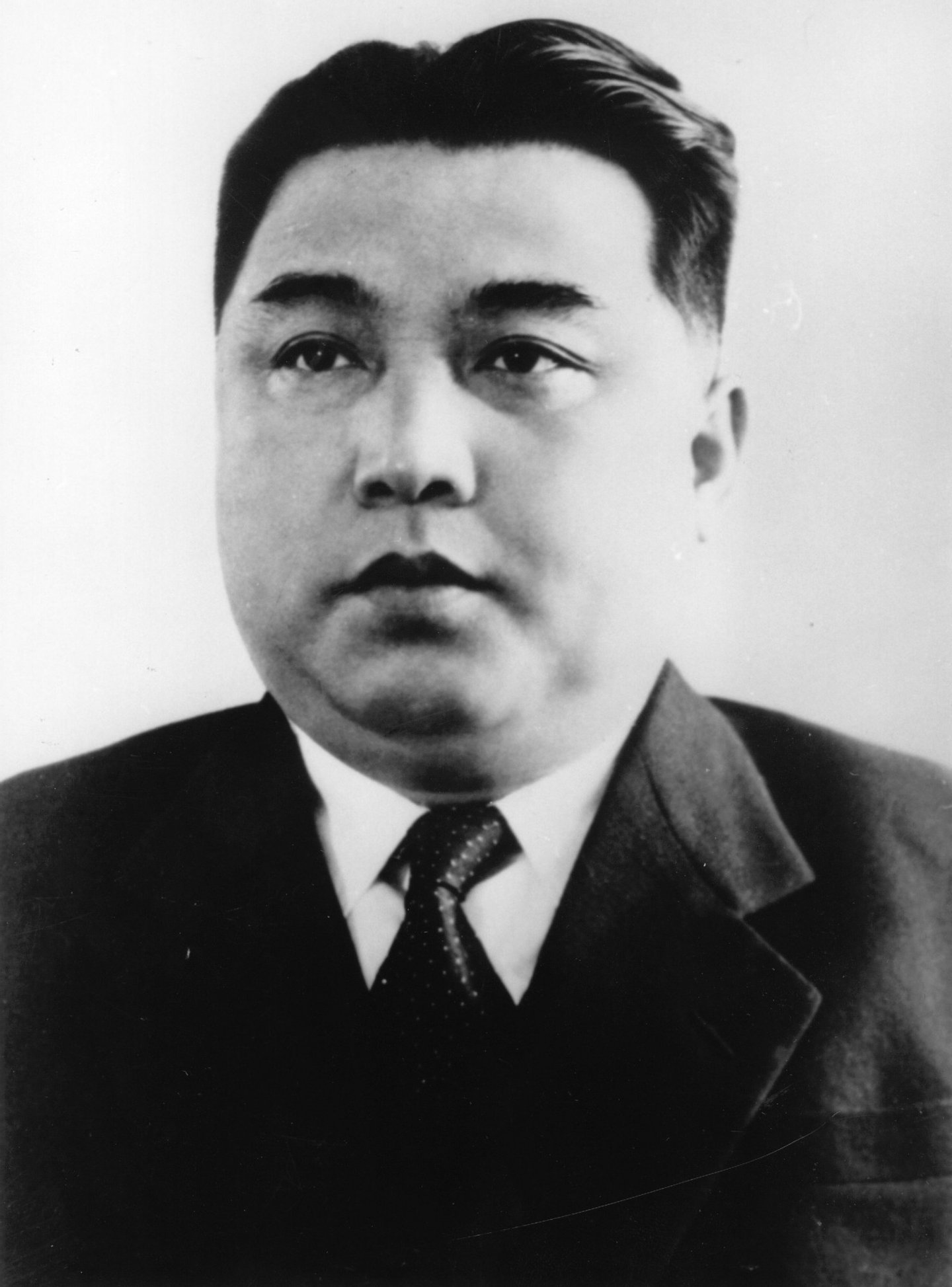
Fotografía de Kim Il-sung (1950)

Kim Il-sung creía en la máxima de Lenin: "El cine es la más importante de todas las artes". En consecuencia desde la división del país las películas de Corea del Norte a menudo se han utilizado como medios para inculcar la ideología del gobierno en la gente. Por ello se encuentran salas de cine en prácticamente todas las comunidades, cuyas entradas son muy económicas, y la televisión nacional programa películas a diario cada noche. Toda la producción, tanto la dirigida a salas de cine como la creada para televisión, está supervisada y la iniciativa privada está prohibida.
Un tema común es el denominado "martirio para la nación". El considerado primer largometraje de la cinematografía norcoreana Nae Kohyang (Mi ciudad natal) (1949), diigida por Kang Hong-sik, muestra como un grupo de patriotas y granjeros vencen a terratenientes y los imperialistas japoneses exaltando la autosuficiencia promovida por el régimen. La película Destino de un miembro del cuerpo de autodefensa (1970), dirigida por Om Kil-son, está basada en una novela escrita por Kim Il-sung durante la lucha contra la ocupación japonesa. Mar de Sangre (1969), dirigida por Ik Kyu Choe, adapta otra novela de Kim Il-sung que cuenta la historia de una granjera que se convierte en una heroína nacional al luchar contra los japoneses.
Otro tema recurrente es la felicidad de la sociedad actual. Este tema se puede ver reflejado en títulos y tramas de películas como Una familia de trabajadores (1971), Un pueblo floreciente (1970), Trabajadores del laminador (1971) o Cuando recogen manzanas (1971). Todas estas películas recibieron el Premio del Pueblo antes de 1974.

## Estudios cinematográficos

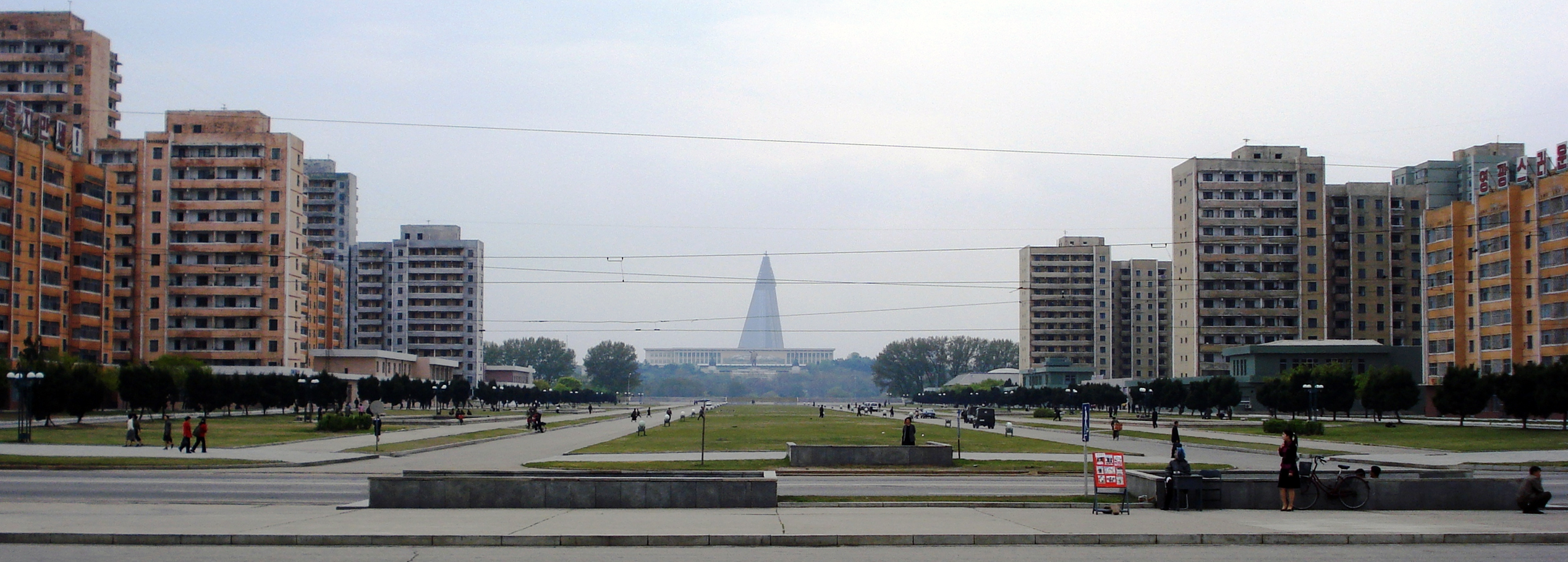
Panorámica de Pionyang

En Corea del Norte existen diversos estudios cinematográficos, de carácter estatal, para la producción de largometrajes, documentales, películas animadas, películas infantiles y películas de carácter científico. Se encuentran ubicados principalmente en las afueras de la capital Pionyang.
- Korean Film Studio: fundado el 6 de febrero de 1947 es el principal productor de películas de Corea del Norte y, según un informe de 1992, produjo unas cuarenta películas por año.[13]

- Estudio de Cine Documental de Corea: fundado en 1946.

- Estudio de Cine 25 de Abril del Ejército Popular de Corea: fundado en 1959, previamente se denominó Estudio de Cine 8 de Febrero, y está dedicado a la producción de cine bélico.

- Estudio de Cine Educativo y Científico de Corea: fundado en 1953 es también conocido como la Casa de Producción de Cine Infantil 26 de Abril y Science Educational Korea o SEK.[4] Además de sus producciones dirigidas al mercado propio SEK ha producido animación para empresas extranjeras ya que el costo de producción es bajo y la calidad de los animadores es bien percibida.[14] SEK ha trabajado desde mediados de los años 1980 en producciones para televisiones europeas,[15] en series de animación como Pocahontas[16] y King Lion Simba[17][18] y en películas como Gandahar y Wanghu simcheong (Emperatriz Chung) (2005).[19][20]

## Producción
Es difícil determinar el número de películas producidas en Corea del Norte. En 1992 Asiaweek informó que el país produjo alrededor de 80 películas al año. Un informe de BBC en 2001 indicó que Corea del Norte estaba produciendo alrededor de 60 películas al año. En IMDb figuran 646 títulos realizados en el país.
Pese a estas cifras, Johannes Schönherr, asistente del Festival Internacional de Cine de Pionyang en el año 2000 y autor del ensayo North Korean Cinema: A History (2012) encontró pocas evidencias de películas o títulos reales. Señaló que el país programó únicamente un largometraje nacional y un documental en el que es su festival de cine de más alto nivel. Por tanto sugiere que el número de películas reportadas incluye cortometrajes, dibujos animados, series breves y series de larga duración. Schönherr también cita un folleto editado en 1998 que reseña las películas producidas hasta esa fecha. En total se nombran 259 títulos e indica que la década de 1980 fue la más prolífica con alrededor de 15 a 20 películas realizadas anualmente.
La revista Sight and Sound informó que se realizaron un promedio de 20 películas por año desde la década de 1960 hasta principios de la década de 1990. Sin embargo en los tiempos económicos que siguieron a la disolución de la Unión Soviética la producción de películas disminuyó. De 2000 a 2009 solo se hicieron alrededor de 5 películas por año.

## Festivales de cine

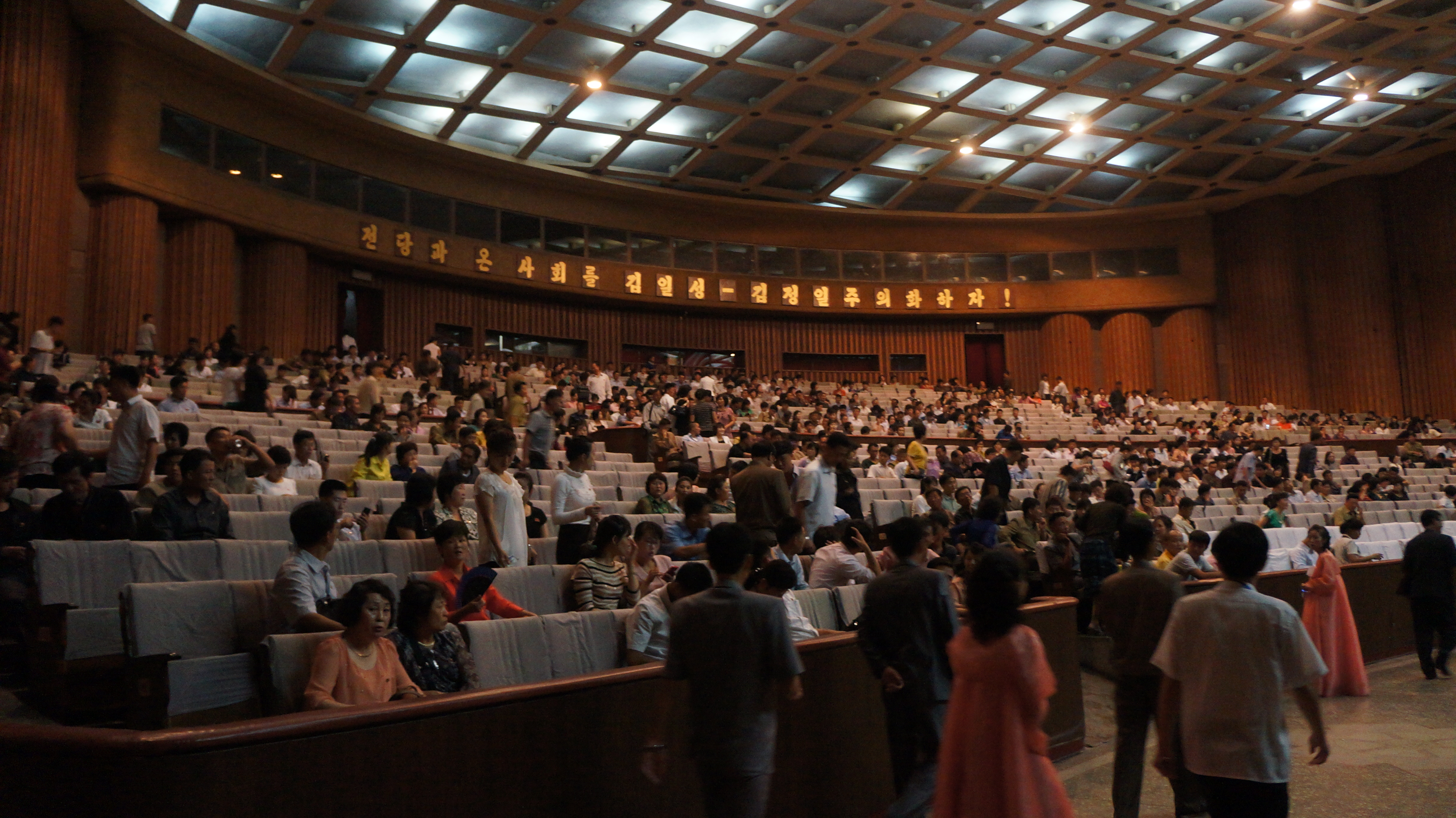
Detalle del Festival Internacional de Cine de Pionyang (2014)

El Festival Internacional de Cine de Pionyang, establecido en 1987, se celebra cada dos años. Con sede en la Casa Internacional del Cine de Pionyang en la programación se incluyen películas de diversos países aunque hasta la fecha no hay constancia de la emisión de producciones realizadas en Corea del Sur. Una vez que finaliza el Festival las diferentes cintas participantes son proyectadas en otros 14 cines de la capital.

## Historia

### Años 1940 y 1950

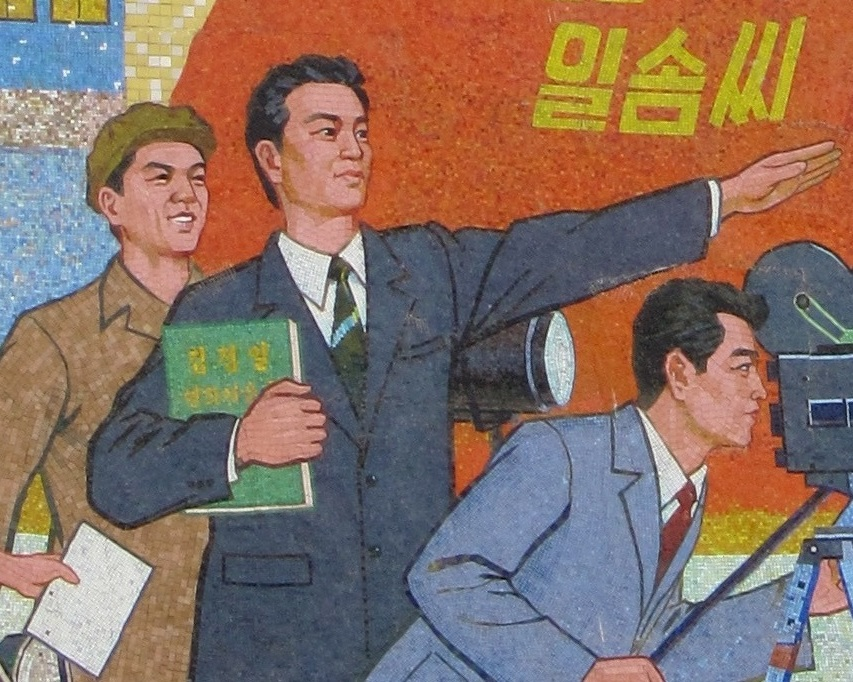
Detalle de un mural en un estudio cinematográfico de Pionyang

Después de la división de Corea tras la derrota del Imperio japonés en la Segunda Guerra Mundial, los cineastas del Norte y del Sur buscaron producir la primera película coreana después de la liberación en su respectiva mitad de la península. Aunque los surcoreanos fueron los primeros, con Viva Freedom! (1946), Corea del Norte pronto siguió con Nae Kohyang (Mi ciudad natal) (1949).
Debido a la naturaleza reservada del país, así como a la falta de exportaciones de películas, es casi imposible determinar el número exacto de largometrajes producidos en Corea del Norte. Internet Movie Database enumera 165 películas producidas en Corea del Norte algunas de los cuales incluyen coproducciones extranjeras. Dos de estos títulos fueron lanzados en los años transcurridos entre la liberación de Japón y el estallido de la Guerra de Corea, Uri Geonseol (1946) y Nae gohyang (1949). Cinco fueron estrenados durante la guerra, incluyendo Guerra Justa (1950), Chicos partidarios (1951) y De nuevo al frente (1952). Estos títulos sugieren que las películas se utilizaron con fines ideológicos desde el comienzo de la existencia de Corea del Norte como una entidad separada.
Casi todos los estudios y archivos de películas fueron destruidos durante la Guerra de Corea. Después de 1953 los estudios tuvieron que ser reconstruidos.

### Años 1960 y 1970

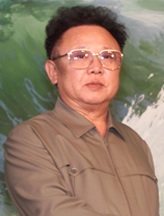
Fotografía de Kim Jong Il

Algunas de las películas más célebres se realizaron entre las décadas de 1960 y 1970. Entre ellas las películas Una ruleta (1964), Boidchi annun dchonson (1965) y Mar de sangre (1969). El hall de entrada al Korean Feature Film Studio contiene un mural de Kim Jong-il que supervisó la producción de esta película rodada en blanco y negro en dos partes con una duración de 125 y 126 minutos respectivamente.
Kim Il-sung realizó varios tratados como El arte juche (1966), diciendo: "Nuestro arte debe desarrollarse de una manera revolucionaria, reflejando el contenido socialista con la forma nacional". En el tratado Theory of Cinematic Art (1973) sobre cine Kim Jong-il desarrolló aún más esta idea del arte juche en el cine, alegando que es el deber del cine ayudar a que las personas se conviertan en "verdaderos comunistas", y como un medio "para erradicar completamente los elementos capitalistas ". La naturaleza ideológica del cine norcoreano durante la década de 1970 se puede ver en títulos como La gente canta al líder paternal y Los rayos de Juche se extendieron por todo el mundo.
Parte de este uso ideológico de las artes fue tratar los mismos temas repetidamente a través de diversas formas de arte. En consecuencia, las películas más destacadas de la época tomaron sus historias y títulos de novelas, ballets u óperas preexistentes. La película Mar de sangre también fue una ópera, una sinfonía y también dio nombre a una compañía de ópera.La chica de las flores (1972) es una película musical que ganó un premio especial y una medalla especial en el 18º Festival Internacional de Cine, y es una de las películas norcoreanas más conocidas de la década de 1970.
Héroes anónimos, una película de espías de 20 partes sobre la Guerra de Corea, fue estrenada entre 1978 y 1981. Fuera de Corea del Norte tuvo especial relevancia, dos décadas después, principalmente por la deserción del miembro de las Fuerzas Armadas de los Estados Unidos, Charles Robert Jenkins, quien durante su estancia en el país empezó una labor como actor interpretando el papel de villano y esposo de uno de los personajes principales. La utilización de extranjeros como actores, habitualmente interpretando roles de villanos, fue práctica habitual durante esta época ya que diferentes desertores, como Larry Absier o James Dresnok, se establecieron en Corea del Norte.

### Años 1980-actualidad
Con 14 títulos la década de 1980 es la década mejor representada para Corea del Norte en IMDb. Un posible cambio hacia temáticas de menor adoctrinamiento se indica con una producción de historias populares como Chunhyang-jon (1980) y Hong kil dong (1986).
Probablemente la película más conocida a nivel internacional es la épica del monstruo gigante, Pulgasari (1985), dirigida por el secuestrado director surcoreano Shin Sang-ok. En la década de 1980 también se produjeron películas de varias partes que promovían la ideología juche, incluidas Estrella de Corea y El sol de la nación (1984).
Según los informes, la animación de Corea del Norte producida para el consumo interno es menos políticamente dogmática durante este período, lo que resulta en una gran audiencia adulta. A finales de la década se fillmó una coproducción internacional, Ten Zan - Ultimate Mission (1988), dirigida por el director italiano Ferdinando Baldi y protagonizada por el estadounidense Frank Zagarino.
IMDb enumera solo cuatro películas norcoreanas realizadas en la década de los 90. Nación y Destino es una serie de películas de 56 partes producidas entre 1992 y 1999, sobre temas coreanos y sobre personalidades como el general Choi Duk Shin o artistas como el compositor Isang Yun.
La década de 2000 parece ser razonablemente productiva para el cine norcoreano. En un signo de relaciones de descongelación, la película animada, Wanghu simcheong (Emperatriz Chung) (2005), es una coproducción entre ambas Coreas asegurándose que es la primera estrenada simultáneamente en ambos países. Otra reciente coproducción entre ambas Coreas es la serie animada de televisión en 3D Lazy Cat Dinga.